# Průvan v hlavě
Průvan v hlavě je studiové album české zpěvačky Moniky Načevy z roku 2017. Obsahuje převážně zhudebněné básně od Sylvy Fischerové. Autorem textu písně „Teror“ je Jáchym Topol. Hudebně zpěvačku na albu doprovází její dlouholetý spolupracovník DJ Five a také slovenský hudebník Tentato. Ve dvou písních hostovala zpěvačka Eliška Dvořáková. Autorem obalu alba je Josef Bolf.

## Seznam skladeb
| Pořadí         | Název                        | Text             | Délka |
| -------------- | ---------------------------- | ---------------- | ----- |
| 1.             | Průvan v hlavě               | Sylva Fischerová | 4:19  |
| 2.             | V podsvětním městě           | Sylva Fischerová | 3:17  |
| 3.             | Vteřiny uhýbají              | Sylva Fischerová | 3:17  |
| 4.             | Když tě obejmu               | Sylva Fischerová | 3:14  |
| 5.             | Technický já                 | Sylva Fischerová | 3:46  |
| 6.             | Vražená do režimu lži a těla | Sylva Fischerová | 4:26  |
| 7.             | Teror                        | Jáchym Topol     | 3:00  |
| 8.             | A potom viděla II            | Sylva Fischerová | 4:07  |
| 9.             | Město spánku                 | Sylva Fischerová | 3:16  |
| 10.            | Země duší                    | Sylva Fischerová | 2:23  |
| Celková délka: | Celková délka:               | Celková délka:   | 35:05 |

## Obsazení
- Monika Načeva – zpěv, produkce
- Tentato – beaty, produkce
- Five – scratching
- Eliška Dvořáková – doprovodné vokály (1, 3)